# Anisoperas bimaculata
Anisoperas bimaculata là một loài bướm đêm trong họ Geometridae.